# Ебербах (Баден)
Ебербах (нім. Eberbach) — місто в Німеччині, у землі Баден-Вюртемберг. Підпорядковується адміністративному округу Карлсруе. Входить до складу району Рейн-Неккар.
Площа — 81,16 км2. Населення становить 14 267 ос. (станом на 31 грудня 2020).

## Пам'ятки
В Ебербасі щорічно проводять захід під назвою «Eberbacher Bärlauchtage» (дослівно: Ебербаські дні черемші або Ебербаський фестиваль черемші), присвячений черемші, яка дуже поширена в регіоні, і її використанні в кулінарії.

## Галерея

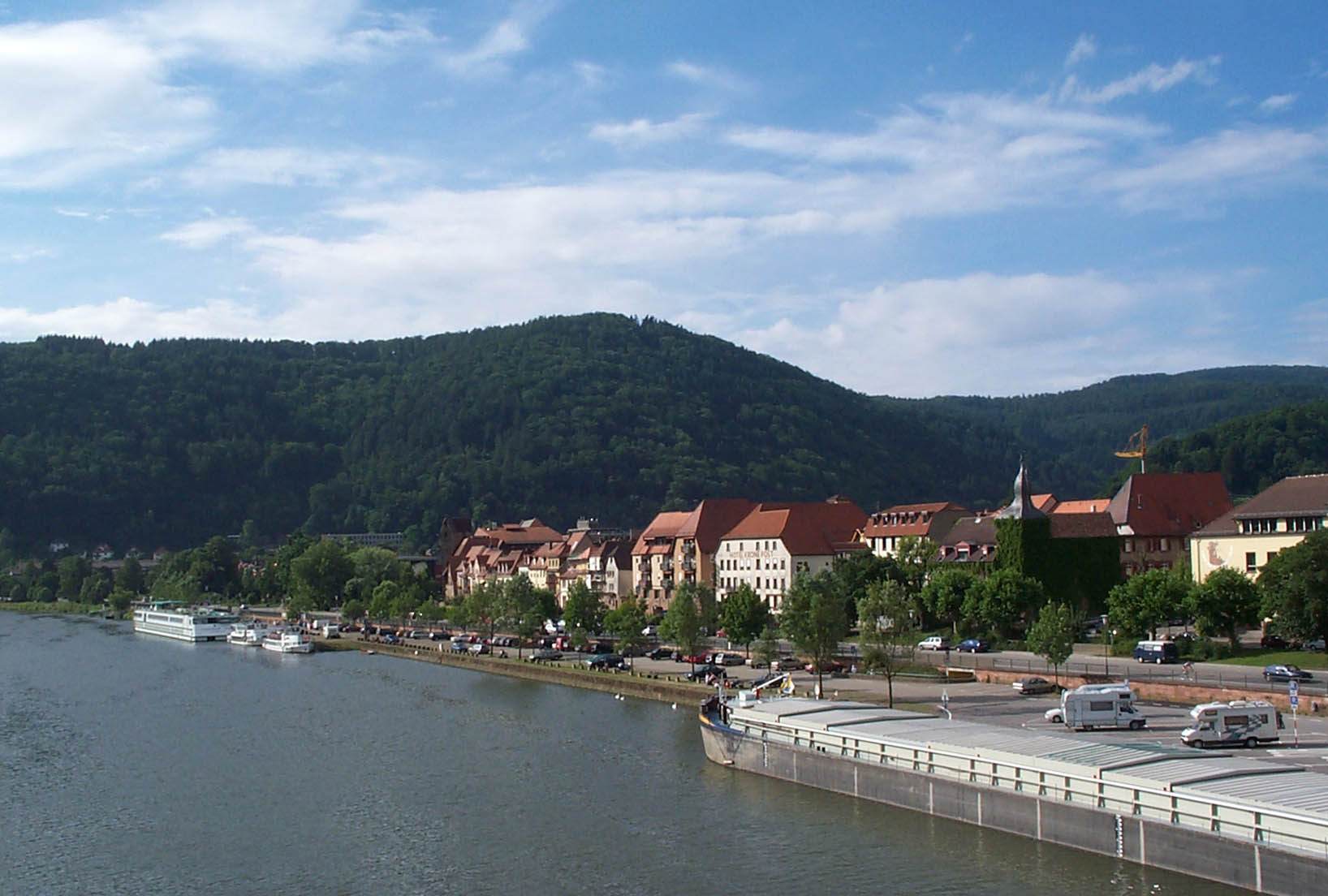
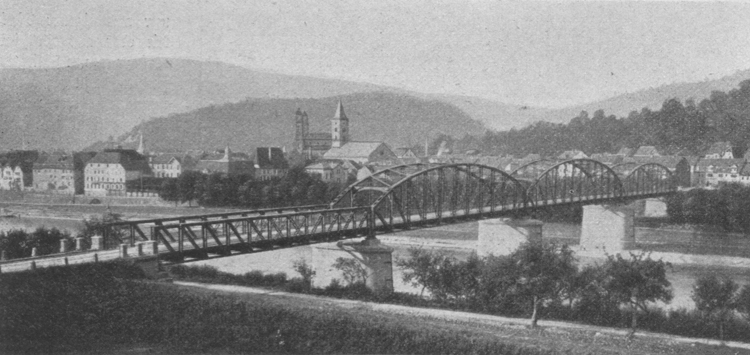
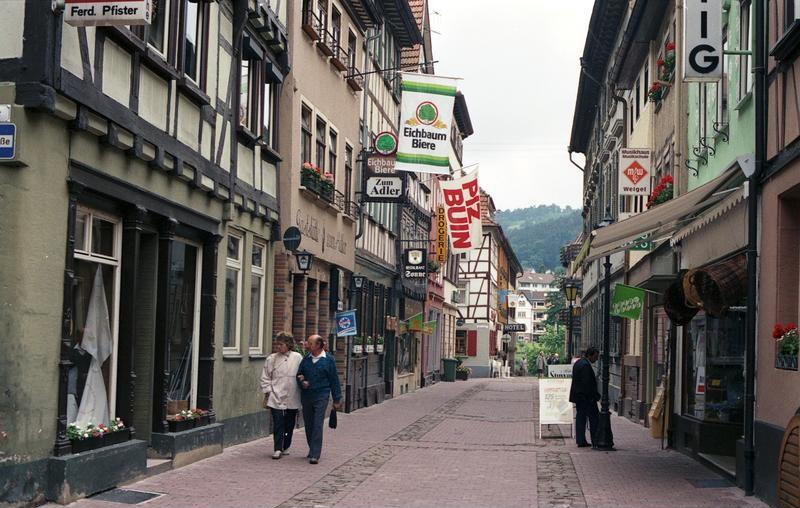
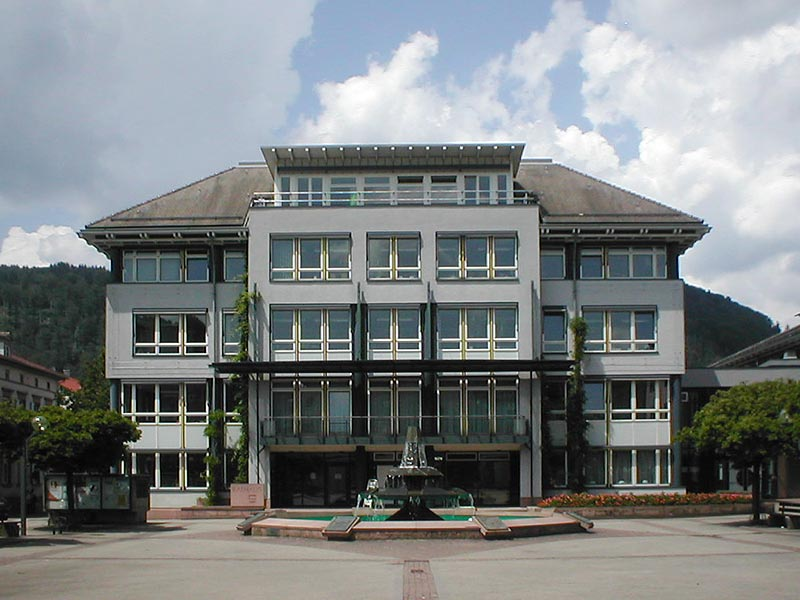
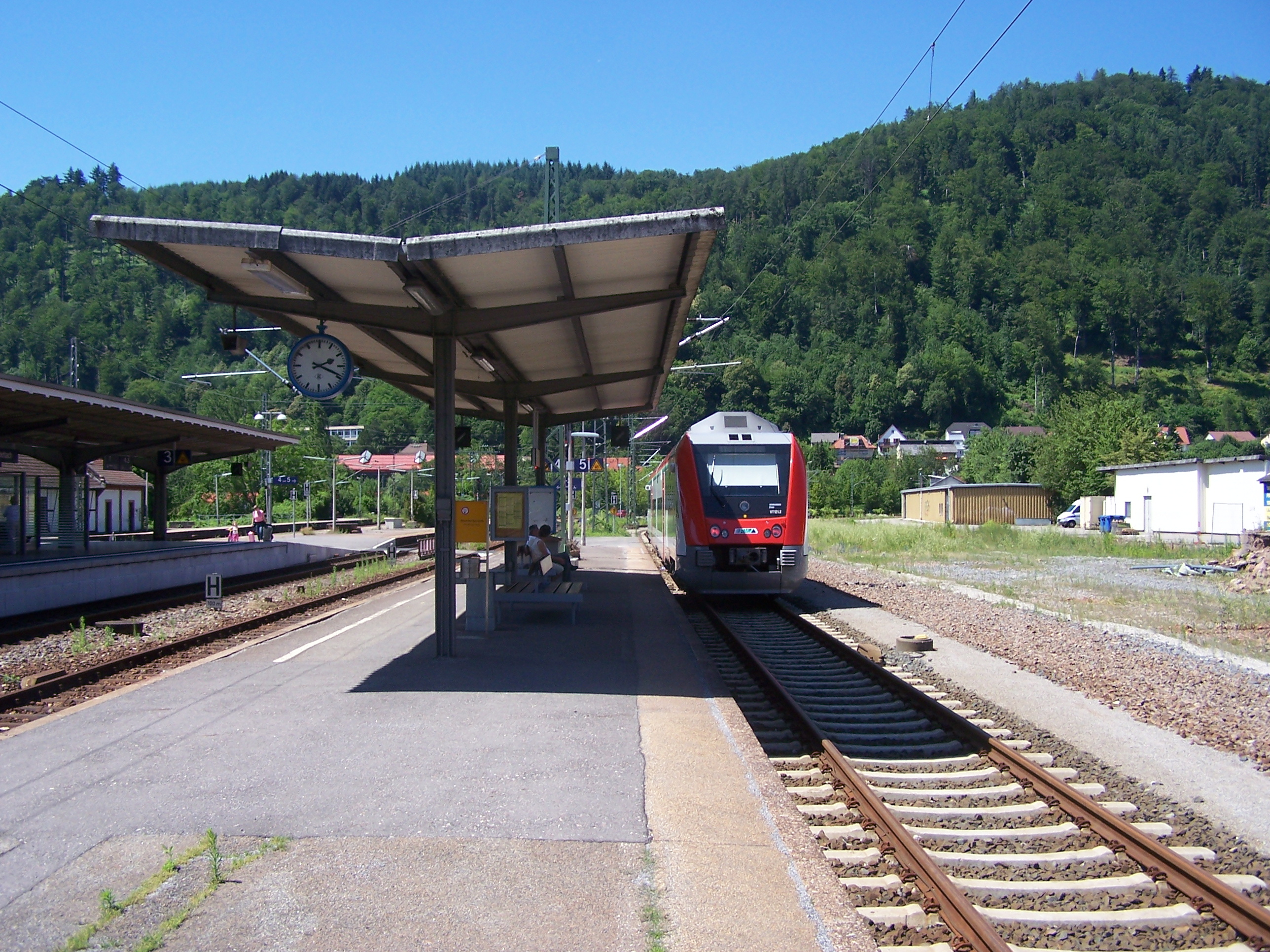
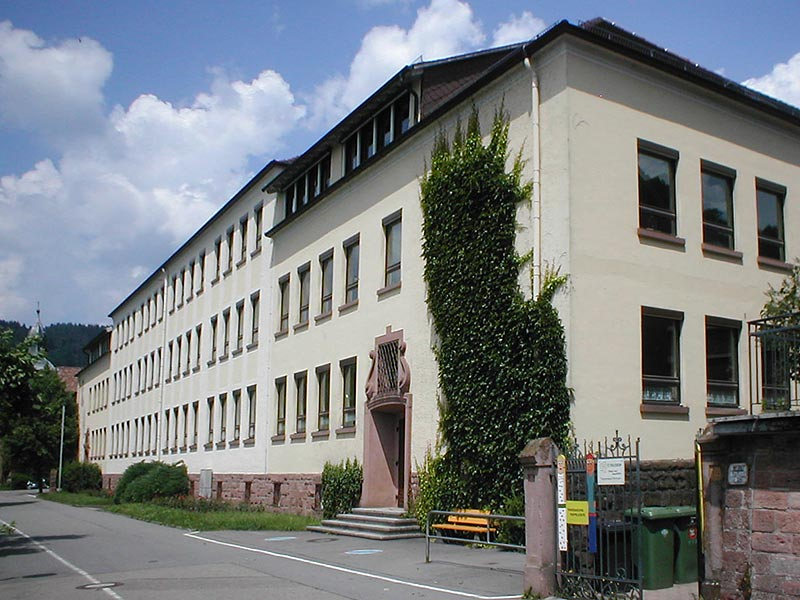